# 里德山脈
80°42′S 24°45′W / 80.700°S 24.750°W
里德山脈（英語：Read Mountains）是南極洲的山脈，位於科茨地，處於格倫冰川以東，屬於沙克爾頓山脈的一部分，最高點是海拔高度1,875米的霍姆斯峰，在1957年由英聯邦探險隊繪入地圖，現時由南極條約體系管理。